# Stigmella tiliae
Stigmella tiliae là một loài bướm đêm thuộc họ Nepticulidae. Nó được tìm thấy ở khắp châu Âu, ngoại trừ Balkan Peninsula và the Mediterranean Islands.

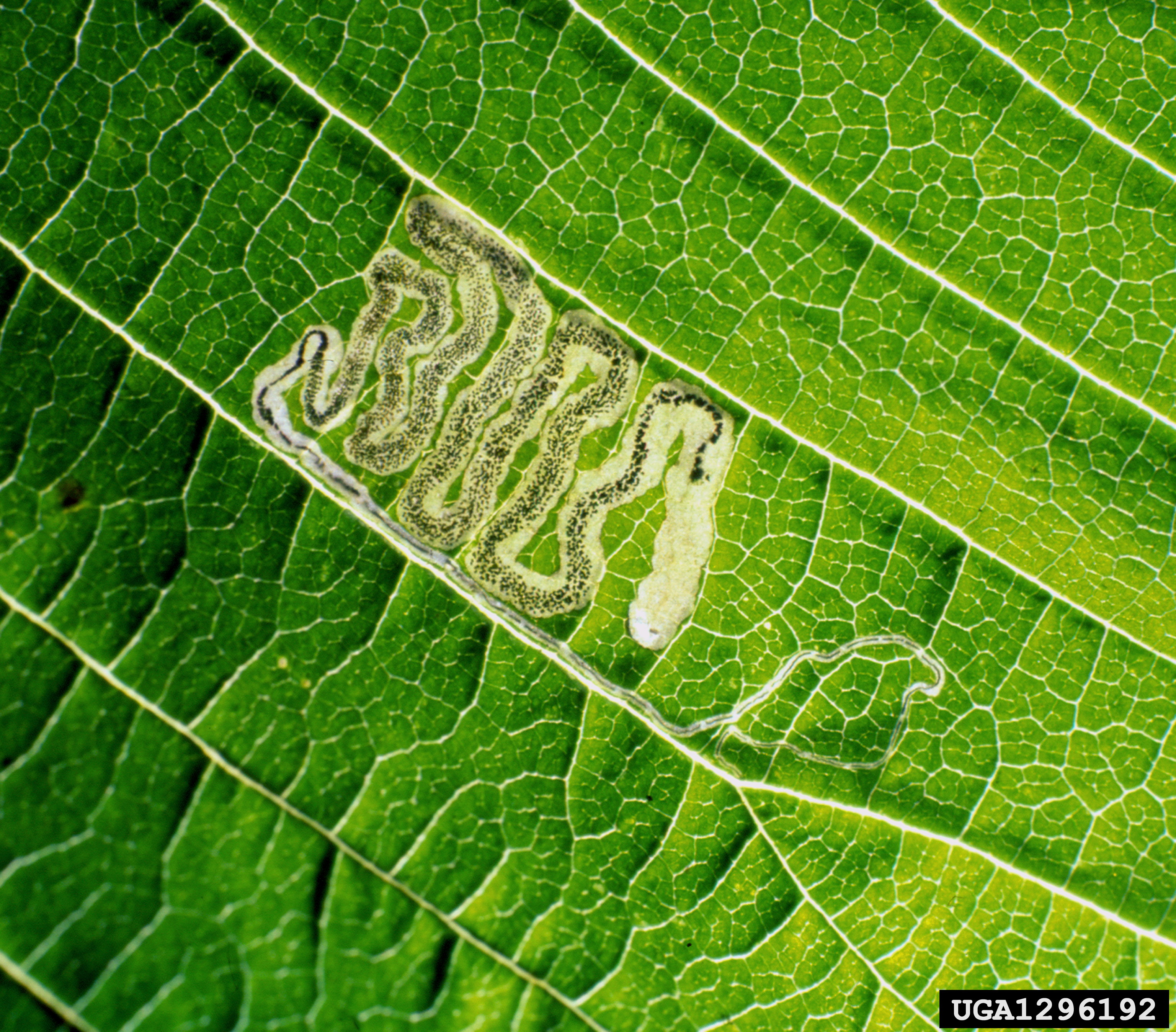
Stigmella tiliae mine

Sải cánh dài 4,2–5 mm. Con trưởng thành bay từ tháng 5 đến tháng 6 và từ tháng 7 đến tháng 8. Có hai lứa trưởng thành một năm.
Ấu trùng ăn Tilia alba, Tilia americana, Tilia cordata, Tilia x euchlora, Tilia platyphyllos, Tilia tomentosa, Tilia x vulgaris. They mine the leaves of their host. 